# Trilogia Abația
Trilogia Abația este o serie science fiction aparținând scriitorului român Dan Doboș, considerată a fi prima trilogie din science fiction-ul românesc și una dintre cele mai importante opere SF din această țară. Trilogia a primit premiul I în 2008 în cadrul Premiilor Vladimir Colin.

## Conținutul seriei
- "Pletele Sfântului Augustin"
- Abația (2002)
- Blestemul Abației (2003)
- Abația infinită (2005)

## Povestea trilogiei
Dan Doboș a postat pe un grup de discuții povestirea ”Pletele Sfântului Augustin”, care se dorea prima dintr-o tetralogie a sfinților. Povestirea a atras atenția directorului de pe atunci al editurii Nemira, Vlad Popescu, care i-a lansat lui Doboș provocarea de a scrie un roman pornind de la ea, căreia i-a dat titlul Abația. După finalizarea proiectului, a tăiat ultimul capitol al romanului și l-a îndemnat pe autor să realizeze o trilogie.
Primul roman a cunoscut un mare succes, fiind recompensat cu Premiul pentru ”Cel mai bun roman SF” în cadrul RomCon-ului desfășurat în anul următor, distincție pe care o va primi și continuarea acestuia, Blestemul Abației, apărută în anul următor. Problemele legate de primirea drepturilor de autor de către Doboș și plecarea lui Vlad Popescu de la editura Nemira au dus la încetarea relațiilor contractuale, al treilea roman apărând cu o întârziere de un an la editura autorului Media-Tech din Iași. Dacă la anunțarea trilogiei acest volum figura cu titlul Infinita Abație, odată cu apariția la noua editură acesta a fost schimbat în Abația infinită.
Trilogia a cunoscut un mare succes printre fanii SF din România, fiind comparată cu Fundația lui Isaac Asimov și Dune a lui Frank Herbert
Autorul a recunoscut că are în plan scrierea a încă două texte a căror acțiune se petrece în același univers, 'Kyrall: Eroii și Kyrall: Legendele, dar nu a precizat o dată anume pentru apariția lor. 

## Personaje
- Bella al VII-lea - ultimul împărat al dinastiei Boszt, pe numele real Amel
- Kasser - tatăl lui Bella, care a renunțat la tron în favoarea fiului său
- Prea Fericitul Abate Radoslav al IX-lea - conducătorul Abației
- Maria și Airam - cele două femei clone, armele secrete ale Abației, una orientată spre depravare, cealaltă spre sfințenie
- Alaana Ferans - operatoare în psiacul de pe Kyrall, devenită maestră a quinților
- Jorlee/Xtyn - kyrallian în care se trezesc conștiințele quintului Rimio de Vassur, a Sfântului Augustin cel Nou și a lui Augustin din Hipona
- Zuul - lucrător zet modificat, cu aspect umanoid
- Arrus - Făurar al tribului Omenori de pe Kyrall
- Bolt Johansson Durdrin - clona de pe Durdrin a Voluntarului Johansson
- Oksana Bint Laesia - clona de pe Laesia a Oksanei care, după a Doua Însămânțare, devine purtătoarea personalităților a doi Voluntari
- 'Rimio de Vassur - quint imperial, infiltrat în sânul Abației sub numele de fratele Rim
- N'Gai Loon - Maestrul Ordinului quinților
- Attan Villerte, Leka Hinnedi, Allin Perse și Heyyn Tars - quinți imperiali
- Barna și Șestov - membri ai Corpului celor O Mie de Voluntari
- Negal și Ballen - doi tineri care încearcă să construiască un calculator a cărui putere de calcul să se ridice la rangul unei divinități
- Stin - conducător al clonelor din Abație
- Aloim - frate din Abație, concubin al Abatelui, fiu al unor barbari din Câmpia Panoniei, percepe sentimentele celor din jur și le poate bloca atenția
- Kalator - frate din Abație care supraveghează însămânțarea Lumii Agricole Praxtor
- Crey - imperial însărcinat cu însămânțarea Lumii Agricole Praxtor
- Mas și Mos - gărzile de corp ale lui Kasser
- Aristan Fargo - profesor al Împăratului Bella
- Augustin Bloose - fost frizer în Corpul celor O Mie de Voluntari, devenit ulterior Sfântul Augustin cel Nou
- Augustin din Hippona - fost episcop și filozof creștin (354-430 e.n.)
- Meim Darto - proprietar al unei crescătorii de simbionți de pe Aldebaraan
- Alarik - negustor de pe Vechea Terra

## Istoria
Între anii 2082- 2088, pe Pământ are loc o mare conflagrație mondală, cunoscută ca Ultimul Război, declanșat de disputele din jurul Ierusalimului și de descoperirea pe Lună a unui asteroid de austral pur, care a precedat cu doi ani primul zbor hiperluminic. Într-o încercare de a pune punct conflictelor religioase și de a instaura pacea mondială, împotriva celor trei mari religii monoteiste este pornită o cruciadă de către Corpul celor O Mie de Voluntari, care sunt neutralizați de o încărcătură nucleară în timp ce străbăteau Mediterana. Ultima Confruntare este urmată de Marele Exod, o migrație masivă a populației de pe Pământ simultană cu dezvoltarea zborului superluminic. Pornind de la zestrea genetică a Voluntarilor, în Câmpia Pannoniei ia ființă în Abația, un ordin religios înființat pe baza învățăturilor Sfântului Augustin cel Nou, împotriva căreia se ridică Frontul Adevăratei Biserici condus de un triumvirat. Unul dintre triumviri, Bogannus Boszt, descoperă capacitățile psi permise de planeta Kyrall, precum și rezervele de accun de pe Eck, punând la punct o metodă de inginerie celulară care îi permite creare unei ființe care se poate mișca extrem de rapid. Drept urmare, trădează mișcarea, lăsându-și tovarășii să fie masacrați de călugării augustinieni. Folosind descoperirea, fiul său ține piept armatei federale o noapte întreagă, devenind ulterior duce, acesta fiind primul pas către obținerea conducerii Imperiului format prin colonizarea planetelor galaxiei Calea Lactee.
Pentru a împiedica dezvoltarea necontrolată a omenirii, Consiliul de Coroană emite Edictul Korona, luat sub influența gândirii filozofului Albert Korona, prin care interzice munca fizică a oamenilor, aceasta fiind trecută în atribuțiile clonelor. Astfel, timp de treizeci și două de generații, Imperiul ajunge să depindă în întregime de Lumile Agricole populate de clonele Abației, conferindu-i independență în schimbul Însămânțării.
Imperiul intră în conflict cu Abația, stins în urma tratatului de la Eridani, semnat cu 400 de ani înaintea evenimentelor descrise în primul roman. Tratatul devine fundamentul politic al Imperiului, delimitând clar suveranitățile: Imperiul ocupă întreg universul cunoscut, federațiile sunt posesoare și unic răspunzătoare de planetele și sateliții lor naturali, iar Curtea Imperială este proprietara tuturor celorlalte corpuri cerești. În codicilul acestui tratat se stabilește statutul coloniilor independente, printre care se numără și Abația. El conține și o prevedere secretă: pe parcursul întregului tratat, unul dintre Împărați are voie să ceară o Favoare Istorică, pe care Abatele nu are voie să o refuze, cu condiția să nu i se ceară distrugerea sau înstrăinarea Abației  Această favoare specială va fi folosită de Împăratul Bela al VII-lea pentru a-l infiltra pe quintul Rimio de Vassur în Abație). Un alt tratat, cel de pe Aldebaraan, stabilește că dinastia Boszt devine proprietarea tuturor rezervelor de austral de pe asteroizi, ceea ce le permite controlul călătoriilor spațiale.
Cu 30 de ani înaintea evenimentelor din primul roman are loc o tentativă dejucată de lovitură de palat în urma unei răscoale. În timpul domniei Împăratului Kasser este descoperită prima rasă extraterestră inteligentă pe planeta Z. Existența zeților este ținută secretă de către Împărat, iar organizarea acestora este studiată în permanență cu ajutorul a doi quinți. Tensiunile din Imperiu îl determină pe Kasser să abdice în favoarea fiului său, Amel, care își ia numele de Bela al VII-lea. El pune la cale un plan de înlocuire a clonelor Abației cu zeții, scăpând astfel de sub influența acelei organizații. Pentru aceasta, are nevoie să învețe de la Abație modul de infiltrare a virusurilor care să determine muncitorii zeți să execute comenzile dorite, iar acest lucru îl face să apeleze la Favoarea Istorică.
Descoperirea unor mari rezerve de austral pe planeta Praxtor și lansarea celei de-A Doua Însămânțări de către Abație, care trezește personalitățile celor O Mie de Voluntari în clonele de pe Lumile Agricole conduc la o adevărată criză. Clonele se răzvrătesc, distrug Abația și răstoarnă dinastia Boszt în urma unui război de trei ani. Regele Bella se retrage pe planeta Z alături de o parte a Curții Imperiale, în timp ce Kasser și ultimul Abate se ascund pe nodul comunicațiilor imperiale, planeta-far Kyrall. Unul dintre locuitorii de pe Kyrall, Jorleen, ajunge să poarte în el genele unei clone a Abației, Stin, precum și ale quintului Rimio de Vassur și devine purtătorul personalităților Sfântului Augustin din Hippona și a Sfântului Augustin cel Nou. El își ia numele de Xtyn și preia conducerea Imperiului odată cu moartea ultimului reprezentant al dinastiei Boszt, Bella, sacrificându-se în cele din urmă pentru binele omenirii.

## Universul
Universul Abației cuprinde multe sisteme colonizate de om. Cei trei poli importanți ai acestui univers îi constituie Imperiul, colonia liberă a Abației și planeta-far Kyrall, cărora li se adaugă în timp nou-descoperita rasă extraterestră a zeților.

### Planete
- Tengys - planeta capitală a Imperiului, reședința imperială fiind construită în orașul Klemplant. Sala tronului conține un mozaci format din cristale letiniene expuse în spațiul cosmic deasupra planului galactic, pe care s-a copiat imaginea tridimensională a galaxiei. Opera de artă realizată de biologul Assan Tres a fost dăruită Împăratului. În urma conflictului dintre Imperiu și clonele celor O Mie de Voluntari, ecosistemul planetei a fost afectat de armele atomice.

- Vechea Terra - planeta de pe care a pornit Marele Exod al omenirii prin univers; afectată de un război nuclear, mai este doar parțial locuibilă și este străbătută în lung și în lat de triburi nomade de barbari. Aici se află sediul Abației.

- Kyrall - planeta-far a Imperiului, pe care prezența în atmosferă a unei ciuperci determină amplificarea puterilor psihice ale oamenilor până la manifestări precum telepatia sau telekinezia. Prin construirea pe planetă a unui psiac, Imperiul a transformat-o în centrul comunicațiilor instantanee, desfășurate cu ajutorul operatorilor psi. Planeta are un ecosistem aparte, pus la punct de savantul Assan Tres, cu ființele terestre capabile de performanțe psihice deosebite, iar cele acvatice construite să distrugă orice ființă cu puteri psihice care ajunge în apropierea lor. Oamenii de pe Kyrall sunt organizați în cinci triburi: Omenori, Ulanni, Bratti, Vrine și Porro. Ele sunt conduse de un Preot ajutat de un Făurar, acesta din urmă fiind păstrătorul vechilor taine ale colonizării planetei. Preotul este cel care adună oamenii în jurul său în ‘’rand’’, creând alături de ei o viziune care îi ajută să lupte împotriva creaturilor kyralliene. Fiecare sat are alături arbori negri, a căror prezență implică păstrarea unui echilibru fragil: populația trebuie să se mențină între anumite limite, deoarece o creștere necontrolată ar necesita cultivarea în apropierea satului a unui număr mai mare de arbori negri, ceea ce ar atrage atacul tot mai multor creaturi kyralliene.

- Eck - planeta de origine a lamei de metal lichid a quinților, accunul, și a Alambicului-de-Dumnezeu prin care zeul zeților a încercat să influențeze viitorul omenirii.

- Aldebaraan - planeta de formare a quinților cu ajutorul unor simbionți.

- Durdrin - Planetă Agricolă din Imperiu, de pe care provine conducătorul clonelor.

- Laesia - altă Planetă Agricolă din Imperiu, singura pe care s-au păstrat moaște ale clonei Sfântului Augustin cel Nou.

- Praxtor – ultima Lume Agricolă însămânțată de Abație, pe care se descoperă rezerve de austral

- Z - planeta de origine a zeților, a cărei particularitate o constituie lipsa lemnului.

- Noul Z - noua planetă ocupată de zeți.

### Organizații
- Imperiul

Imperiul se întinde pe 300 de parseci și include 664 de Lumi Agricole, care hrănesc 435 de confederații și domenii familiale. Din populația de 1.200 de miliarde de oameni și clone, 500 de miliarde îl constituie oamenii.
El este condus de un împărat din dinastia Boszt ajutat de Consiliul de Coroană din care, pe lângă el, mai fac parte reprezentanții celor șapte familii ducale și cei cinci quinți. De peste 200 de ani, aceștia din urmă își dau implicit votul împăratului. Familiile ducale sunt entități conducătoare ale celor mai importante federații planetare, care prezidează prin rotație Adunarea Confederativă. Dintre familiile ducale – Saalun, Lee, Mwan, Robertson, Musterson, Kallys și Williams – ultima i s-a opus regelui cu 200 de ani în urmă și a fost transformată în clan pribeag.
Curtea Imperială se află pe planeta Tengys, în orașul Klemplant, cel mai mare spațioport din universul cunoscut.
- Abația

Planul Abaţiei

Singurul ordin religios al universului cunoscut își are sediul pe Vechea Terra în Câmpia Pannoniei, într-o Fortăreață despre care se spune că a fost zidită de Dumnezeu și ale cărei ziduri nu pot fi dărâmate decât de un ciocan făcut din zidurile ei. Ordinul augustinian are o vechime de cincizeci și nouă de generații și are ca semn cercul, care simbolizează unitatea oamenilor, măreția lui Dumnezeu, caracterul imuabil al realității și ciclicitatea istoriei care se încheie cu a doua venire a Mântuitorului.
Ea este condusă de un Abate, în ale cărui atribuții intră toate acțiunile economice, politice și religioase destinate apărării lui Dumnezeu de propria nemărginire. Înainte de a muri, el își stabilește succesorul. El este ajutat de un Consiliu Ecumenic compus din trei membri, cu rol limitat la chestiunile ecumenice și ritualice. Călugării Abației sunt buni luptători și urmează învățăturile Sf. Augustin cel Nou, dar sunt anti-creștini.  Ei trec prin diferite grade: Noovice, Ucenic, Aspirant, Frate, Abate. Primirea ca Ucenic se face în urma unui test prin luptă, pentru ca frații-ostași să se lămurească dacă noul venit este capabil să îi apere când îi vine vremea să păzească zidurile, moment căruia îi urmează un studiu smerit și îndelungat.
Principala îndeletnicire a Abației o constituie Însămânțarea Lumilor Agricole, pornind de la clone crescute pe baza materialului genetic păstrat de la cei O Mie de Voluntari. Crescute în Satul de Clone din Abație, din rândul lor se desprinde un personaj mesianic care este educat de cele două Marii și este sacrificat pe Alambicul de Dumnezeu, dând naștere unor virusuri cu care sunt infectate populațiile de clone de pe Lumile Agricole, pentru trezirea la viață a unui mântuitor caspabil să dea naștere unei religii lucrative. Un set de gene este păstrat în Sala Ouălor de sub Biblioteca Abației, în timp ce celălalt set este trimis pentru realizarea Însămânțării. 
Însămânțarea se face pe baza ‘’Manualului Însămânțării’’, sub atenta supraveghere a unui Frate călugăr. Cu ajutorul unei sonde hipnotice, Mântuitorului ales din rândul clonelor i se induce un vis profetic. După sacrificiul acestuia, populația de clone începe construcția inimii primului templu (inițial manual, apoi aflând printr-un vis profetic despre depozitul de unelte), pe locul izvorului cu apă dulce apărut pe locul în care s-a jertfit acesta, moment cunoscut sub numele de Primul Incident Tehnologic. Al Doilea Incident are loc peste o generație, clonele primind animale care să le ajute la câmp. În final, după 60-70 de ani standard, are loc Al Treilea Incident Tehnologic, clonele primind mașini agricole moderne. Acest moment este urmat de obținerea primei producții agricole optime raportată la suprafața ogoarelor. Abația asigură asistență până la prima generație postecleziastică, iar funcționarea Lumii Agricole începe cel mai devreme la a cincea generație. Primele produse realizate de clone sunt denumite Primul Beneficiu, ele fiind primite cu sărbătoare de cei care au solicitat Lumea Agricolă. Dacă Prima Însămânțare dă greș, Abația mai lansează un ou, procedând la A Doua Însămânțare, care trezește în clone personalitățile originale.
- Quintaratul

Forțele Imperiale, a căror pregătire se face pe planeta Aldebaraan, mențin pacea și voința împăratului pe tot cuprinsul Imperiului, din rândul lor selectându-se luptătorii de elită care formează Quintaratul. Selecția se face cu ajutorul simbionților de pe Aldebaraan.
Ordinul cuprinde cinci quinți și un maestru care îi antrenează și le modifică mintea cu ajutorul lamelor de accun, un metal lichid. Implanturile neurale pe care le capătă quinții le conferă o viteză de atac prea rapidă pentru ochiul obișnuit, care îi face practic invincibili în lupta corp la corp indiferent de numărul oponenților. Moartea lor survine în timp în urma dereglării implanturilor neurale. Principala lor armă o constituie lama de accun. Fiecare quint are în psiac un operator special desemnat. 
- Frontul Adevăratei Biserici

Această organizație a fost constituită pentru a se opune ereziilor Abației. Condusă de un triumvirat, ea s-a desființat după trădarea unui dintre conducători, Bogannus Boszt, care a descoperit capacitățile locuitorilor de pe Kyrall și lacul de accun de pe Eck, reușind să creeze o ființă care se poate mișca extrem de rapid, quintul. Drept urmare, a trădat mișcarea, lăsându-și tovarășii să fie masacrați de călugării augustinieni și a pornit în spațiu, punând bazele dinastiei care avea să conducă Imperiul. În secolele care au urmat, Frontul a mai avut membrii în număr foarte mic și care nu au mai cunstituit nicio amenințare pentru Abație, rolul lor fiind mai mult acela de a păzi documentele care revelează adevărul despre originile și istoria celor două organizații.

### Tehnologia
Călătoriile spațiale cu viteză superluminică se realizează folosindu-se ca și combustibil australul, un element greu care permite aceste peformanțe datorită stabilității nucleului și energiilor degajate în reacția de fisiune. Raritatea sa a determinat monopolul imperial, singurele rezerve semnificative care nu se află sub controlul Împăratului fiind cele depozitate în vechime în Abație pentru propulsarea Ouălor, precum și cele descoperite de Crey pe planeta Praxtor.
Comunicațiile subluminice se realizează cu ajutorul consolelor de comunicații, sau a sondelor care poartă mesaje, singura posibilitate de a depăși acest impediment fiind apelarea la operatorii din psiacul de pe planeta-far Kyrall. Aceștia au capacități telepatice deosebite care le permit legătura cu alți psiaci sau cu comurile implantate sub pielea capului diferiților oameni, acest dispozitiv înregistrând vorbele și transmițându-le pe baza unui cod bine stabilit cu operatorii de pe Kyrall. Comunicarea rapidă dintre două persoane aflate în puncte diferite ale Imperiului se face, deci, folosindu-se intermediari. 
Armele folosite constau în marea lor majoritate din lasere de diferite dimensiuni și calibre, de la cele personale la cele folosite pe nave. Atacul asupra planetelor se face prin apariția flotei în punctele Lagrange. Se folosesc de asemenea diferite tipuri de bombe și scuturi personale, pentru lupta corp la corp apelându- se la arme tradiționale sau la speciale, de tipul lamei de accun folosite de Rim. Aceasta din urmă este o lamă de metal lichid care vibrează subsonic și care devine solidă când este prinsă într-un câmp magnetic. Tot la capitolul arme intră și implanturile neurale de care se folosesc quinții și care, alături de antrenamentul special, le permit să intre într-un mod de luptă accelerat în care mișcările lor sunt greu de sesizat de ochiul uman și le permit uciderea a sute sau mii de oponenți. Singura posibilitate de a opri un quint în situația de luptă corp la corp o reprezintă epuizarea acestuia.
Abația folosește tehnologia clonării pentru realizarea populațiilor de pe Lumile Agricole, dar știința care stă la baza ei este cunoscută foarte vag călugărilor augustinieni. Aceștia folosesc dispozitivele puse la dispoziția lor în interiorul Abației, cum sunt Alambicul de Dumnezei – care prelucrează ADN-ul clonei sacrificate, realizând virusurile necesare Însămânțării. Clonele de pe Lumile Agricole sunt controlate cu ajutorul unor sonde care le induc visuri și profeții, iar comunicarea între Abație și călugărul care supraveghează însămânțarea se realizează cu ajutorul a trei sonde spațiale. Un set de gene este păstrat în Sala Oăulor de sub Biblioteca Abației, rolul lor fiind de a trezi în clone personalitățile lor originale. Cele două Marii au fost realizate tot prin clonare, ele reprezentând de fapt aceeași persoană căreia i s-au dezvoltat separat două fețe: una cucernică și una păcătoasă.
Printre alte tehnologii folosite se întâlnesc proiectoare holografice, arme atomice sau calculatoare.  Acestea din urmă apar ca vestigii de pe vremea primilor abați, omenirea pierzându-și în timp interesul pentru ele. Singurii care sesizează potențialul calculatoarelor sunt Negal și Ballen, care își propun să realizeze un calculator cu o putere de procesare uriașă. 

### Formele de viață

#### Rase extraterestre
- Zeți – singura rasă extraterestră inteligentă descoperită de omenire, în timpul Împăratului Kasser. Zeții sunt organizați în colonii imense guvernate de o matcă, singurul individ inteligent, care își comandă lucrătorii prin infecții succesive, sintetizând virusuri adecvate nevoilor sale proprii. Zeții au dimensiunea unui elefant pământean sau a unui aggran de pe Sagittarius[11], șase membre dotate cu un sistem apucător foarte eficace, membrul cel mai mic fiind împletit în fibre uscate când e nevoie să fie folosit în lucrări de precizie). Ei pot utiliza două, trei sau patru membre simultan la muncă și, când se odihnec, o fac pe cele două picioare din partea capului. Posedă trei sexe, trei perechi de membre, trei receptori pentru lumină, vibrații sonore și miros orientate în cele trei direcții ale spațiului.

Aceste ființe construiesc structuri gigantice și realizează semne grafice, dintre care unele sunt pictograme pentru cei veniți din cer, iar altele un alfabet format din două și trei linii. Lucrătorii, numiți bahlah, sunt controlați de mătcile numite părinți, care sunt în număr de patruzeci și șapte. Lucrătorii acționează pseudo-inteligent datorită infecțiilor selective cu virusuri produse de mătci. Numărul de patruzeci și șapte de părinți a fost stabilit din motive de spațiu, depășirea lui implicând conflicte pentru spațiu și resurse. Odată cu mutarea pe o planetă mai prielnică și cu dispariția mătcilor concurente, singura matcă rămasă modifică virusurile creaturilor bahlah, făcându-le independente la fel ca oamenii.
Zeții sunt creația Stăpânului Suprem, o entitate care încearcă să influențeze viitorul agresiv al omenirii cu ajutorul unui mutant numit Zuul

#### Fauna
- Filament de foc – animal kyrallian fusiform, puțin sensibil la undele psi, capabil să proiecteze la mari distanțe un jet de substanță vâscoasă care se aprindea la contactul cu vaporii de apă din aer

- Floare cântătoare – animal kyrallian capabil să creeze la distanță volume de aer cu frecvență joasă de dimensiunea unui om, care lichefiază organele interne ale oamenilor care ajung în contact cu ele

- Lentilă – animal kyrallian capabil să creeze în straturile superioare ale atmosferei o porțiune de aer cu densitate diferită, permițând razelor Soarelui să se adune într-un fascicul care incendiază totul

- Meduză reticulată – animal acvatic kyrallian având forma unui vechi năvod de pescuit, care atacă ființele capabile să își proiecteze gândurile în mintea altcuiva sau să manipuleze materia cu forța gândurilor

- Muscă de Aldebaraan - insectă care zboară cu viteze foarte mari și pătrunde în carnea animalelor cu sânge cald unde depune ouă, omorându-și gazda

- Policorn – animal kyrallian capabil să creeze pe corpul inamicului suprafețe cu un potențial electric mare, contrar ca sarcină celui din cornul lor, producând astfel o descărcare electrică mortală

- Simbiont de pe Aldebaraan – organism colonial cu caracter mimetic capabil de a se transforma în țesut nervos uman, folosit la formarea quinților

#### Flora
- Abnnan - fruct violaceu dulce în formă de semidisc originar din Centauri, care, tratat genetic, capătă gustul cărnii crude și devine sensibil la unde de radio-frecvență, schimbându-și culoarea

- Arbore negru – plantă kyralliană cu rol esențial în echilibrul ecologic al planetei, ale cărei fructe produc un suc cu o combinație perfectă de elemente nutritive necesare unui om

- Chu – ciupercă omniprezentă de pe Kyrall care creează un câmp amplificator psi

- Ciuperci cristaloide - fungus letinian asemănător lichenilor pământeni care consumă rocilebogate în sulf pe care se fixează, lăsând în urmă un strat perfect neted de metaboliți cristalini pe care se copiază într-un fel de hologramă peisajul care se află în fața rocilor.